# Oelwein
Oelwein est une ville américaine située dans le comté de Fayette, dans l’État de l’Iowa. Elle comptait 6 415 habitants lors du recensement de 2010, ce qui en fait la ville la plus peuplée du comté.

## Histoire
La localité a été établie sur un champ de maïs dont Gustav Oelwein, fils d’immigrés allemands, avait fait don. Elle a été nommée en son hommage.

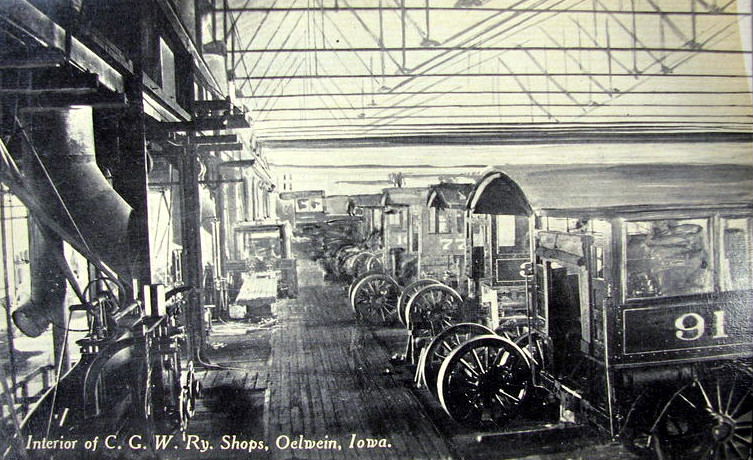
Atelier de locomotives CGW au début des années 1900

## À noter
Le siège du comté est West Union, bien que celle-ci soit moins peuplée.